# Zabuton

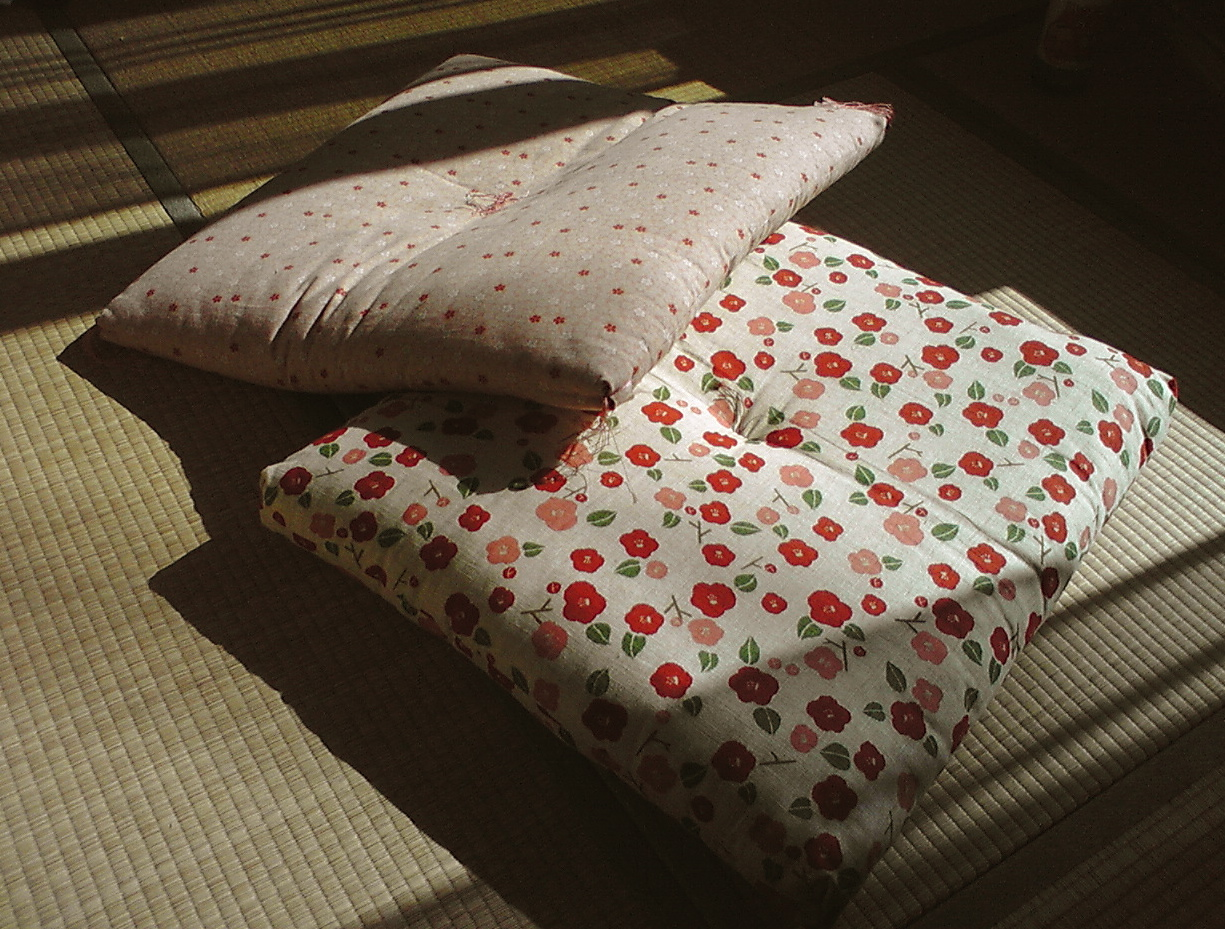
Exemplos de "zabuton"

Zabuton (do japonês 座布団 zabuton za, "assento" e futon ) é uma almofada para sentar tradicional japonesa, usada no cotidiano com diferentes fins, como assento para alimentar-se, assistir TV, leitura etc. Este  é um item usado no cotidiano.

## Meditação
Na meditação zen, os praticantes se sentam no zafu, que normalmente é colocado em cima de um zabuton. O zabuton amortece os joelhos e tornozelos. Um zabuton é como um pequeno futon, de 3 a 4 centímetros de espessura, que oferece cobertura extra sob os joelhos ou tornozelos.